# أهل الرمل (أهل الرمل)
أهل الرمل هي إحدى مشيخات المملكة المغربية، تتبع جغرافيا لإقليم تارودانت وإداريًا لأهل الرمل. يقدر عدد سكانها بـ 8277 نسمة حسب الإحصاء الرسمي للسكان والسكنى لسنة 2004.